# Og

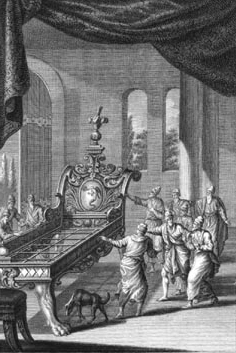
Og's bed (gravure omstreeks 1770 door Johann Balthasar Probst)

Og (Hebreeuws: עוֹג, ʿŌg, mogelijk verwant aan het Zuidarabische ‘aǧ, "mens") was volgens de Hebreeuwse Bijbel de koning van Basan (Numeri 21:33; 32:33, Deuteronomium 3; 4:46; Psalm 135:11; 136:20).
Koning Og van Basan was de enig overgebleven afstammeling van de Refaïeten. Zijn bed - te zien in Rabba, de hoofdstad van Ammon - is van ijzer en maar liefst negen el lang en vier breed, gemeten in de gewone el".— Deuteronomium 3:11
Dit bed zou ongeveer 1,8 x 4 meter zijn geweest, wat aansluit bij het beeld van de Refaïeten, die net als de Enakieten als reuzen werden beschreven (Deuteronomium 2:10-11) en נְפִלִים, nəfîlîm (nefilim) werden genoemd (Numeri 13:33).
Volgens sommigen zou het monolithisch monument van Gilgal Refaim op de Golanhoogten zijn grafmonument zijn. Dit cirkelvormig bouwsel dateert uit de Bronstijd.

## Traditie
In verdere tradities in het jodendom werd Og beschouwd als een van de nefilim, die naast de mens de wereld bevolkten in de periode voor de zondvloed. Og was de enige van deze reuzen die de overstroming overleefde.
In een mythe werd het Og door Noach gegund om op het dak van de ark te gaan zitten, en gaf Noach hem ossen te eten. Volgens een andere mythe overleefde Og de vloed doordat het water niet hoger reikte dan zijn enkels.
Nadat de vloed zich had teruggetrokken werd Og verliefd op Sara, de vrouw van Abraham. Dit leverde vijandschap op die culmineerde in een strijd met Mozes. Mozes leverde onder meer strijd met het volk van Edreï. Deze stad werd door Og overheerst, zo luidde het. Toen Og de vijandelijke troepen zag aankomen nam hij een berg en wilde die op Mozes gooien. Maar JHWH kwam tussen beide en toen viel de berg op Og zijn schouders. Hij zat erin vast met zijn tanden en kon niet duidelijk meer zien. Mozes nam toen een bijl ter hand, sprong omhoog en hakte de enkels van de reus door. Toen viel Og neer en stierf.